# Maison Basarab
Pour les articles homonymes, voir Basarabi.
La Maison Basarab regroupe des boyards de la noblesse roumaine d'origine coumane ; sa descendance compte, entre autres, les familles des Dănești issue du prince Dan Ier, frère de Mircea Ier l'Ancien et des Drăculești issus de Vlad II le Dragon, fils de Mircea Ier l'Ancien. Les deux lignées donnèrent alternativement de nombreux princes à la Principauté de Valachie, dénommée « Bessarabie » à ses débuts.
En 1328, le voïvode Basarab Ier vainc les Tatars aux bouches du Danube et conquiert cette région, que l'un de ses successeurs, Mircea cel Bătrân, cède à la Moldavie en 1418 : les Moldaves appellent dès lors « Bessarabie » cette région danubienne et littorale (que les Tatars, pour leur part, nomment Boudjak). Bien plus tard, en 1812, les Russes annexent ces régions ainsi que toute la moitié orientale de la Moldavie qui prend alors le nom de Bessarabie dans le sens moderne du terme, désignant la contrée moldave située entre le Prut et le Dniestr.

Armoiries de la Valachie sous la dynastie des Basarab, selon Grigore Jitaru.

## Origine
Le nom peut avoir plusieurs origines :
- selon l'historien byzantinologue Pierre Năsturel, le Besserem-Bem des chroniques turques pourrait être une déformation de Bessarion-Ban (« Ban » étant un titre hongrois de vassalité équivalent à « marche » et ayant donné le nom du Banat) ;
- selon la plupart des historiens roumains, tels Nicolae Iorga, le nom a probablement une origine coumane, et signifie « Père Roi », dérivé de basar, « régner » et aba, « père » ;
- des étymologies pseudo-historiques circulent également : Bogdan Petriceicu-Hașdeu et les protochronistes relient ce nom au mot dace saraba, « tête » précédé du titre de « Ban », et quant à l'Encyclopédie soviétique, elle affirme que « Bessarabie » signifierait « région désarabisée » (par l'Empire russe), ce qui n'a aucun fondement scientifique, d'autant qu'il n'y a jamais eu d'Arabes dans la région.

## Membres
- Radu Basarab, dit le Noir, serait mort en 1265 : il est le fondateur légendaire de la principauté de Valachie qu'il aurait émancipé de la vassalité hongroise pendant l'invasion de Batou-Khan ;
- Basarab Ier le Fondateur, souverain de Valachie (vers 1310-1352) il est le fondateur historique de la principauté de Valachie qu'il a émancipée de la vassalité hongroise en 1330 à la bataille de Posada ;
- Mircea cel Bătrân (parfois appelé Marc Bessaraba), souverain de Valachie de 1382 à 1418 ;
- Vlad II Basarab, dit le Dragon (roumain : Drăculea), prince de Valachie de 1436 à 1442 puis de 1443 à 1447 ;
- Basarab II de Valachie, prince de Valachie de 1442 à 1443 ;
- Vlad III Basarab, dit l'Empaleur (roumain : Țepeș), prince de Valachie en 1448 puis de 1456 à 1462 et enfin en 1476 ;
- Michel le Brave, souverain de Valachie de 1592 à 1601 ;
- Matei Basarab (parfois appelé Mathieu Bessaraba), souverain de Valachie (de 1633 à 1654) ;
- Constantin Brâncoveanu (Constantin Brancovan Bessaraba), souverain de Valachie (de 1688 à 1714).

## Source
Cet article comprend des extraits du Dictionnaire Bouillet. Il est possible de supprimer cette indication, si le texte reflète le savoir actuel sur ce thème, si les sources sont citées, s'il satisfait aux exigences linguistiques actuelles et s'il ne contient pas de propos qui vont à l'encontre des règles de neutralité de Wikipédia.